# 2006年亞洲運動會射箭比賽
2006年亞洲運動會射箭比賽於12月9日至12月13日在Lusail Archery Range舉行。此次比賽共設四個反曲弓項目。共有來自22個國家和地區的119名運動員參加。

## 獎牌榜
| 排名 | 国家／地区      | 金牌 | 银牌 | 铜牌 | 總數 |
| ---- | --------------- | ---- | ---- | ---- | ---- |
| 1    | 韩国（KOR）     | 4    | 1    | 0    | 5    |
| 2    | 中华台北（TPE） | 0    | 1    | 2    | 3    |
| 3    | 中国（CHN）     | 0    | 1    | 1    | 2    |
| 4    | 日本（JPN）     | 0    | 1    | 0    | 1    |
| 5    | 印度（IND）     | 0    | 0    | 1    | 1    |
| 總計 | 總計            | 4    | 4    | 4    | 12   |

## 各項成績
| 項目     | 金牌                                            | 银牌                                                | 铜牌                                                                            |
| 男子個人 | 林東賢 · 韩国（KOR）                            | 脇野智和 · 日本（JPN）                              | 郭振維 · 中华台北（TPE）                                                        |
| 男子團體 | 韩国（KOR） · 林東賢 · 張龍浩 · 李昌奐 · 朴敬模 | 中华台北（TPE） · 陳詩園 · 徐梓益 · 郭振維 · 王正邦 | 印度（IND） · Mangal Singh Champia · Tarundeep Rai · Jayanta Talukdar · Vishwas |
| 女子個人 | 朴成賢 · 韩国（KOR）                            | 尹玉姬 · 韩国（KOR）                                | 趙玲 · 中国（CHN）                                                              |
| 女子團體 | 韩国（KOR） · 李特英 · 朴成賢 · 尹美進 · 尹玉姬 | 中国（CHN） · 錢佳靈 · 於慧 · 張娟娟 · 趙玲         | 中华台北（TPE） · 賴逸欣 · 吳蕙如 · 袁叔琪 · 林華珊                             |